# George (Südafrika)

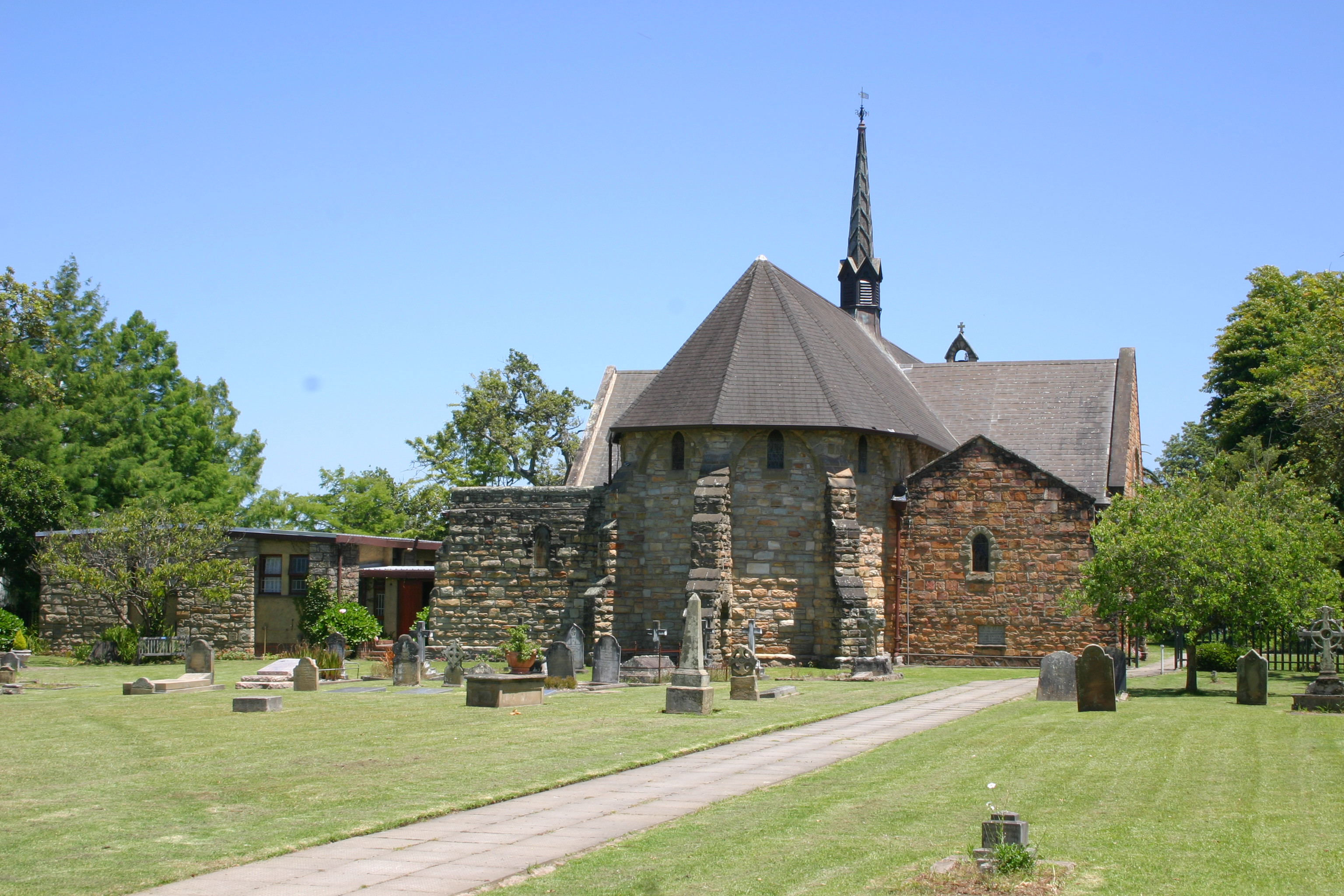
St. Mark’s Cathedral

George ist eine Stadt an der Garden Route in der Lokalgemeinde George, im Distrikt Garden Route der südafrikanischen Provinz Westkap. Die Stadt liegt etwa 430 Kilometer östlich von Kapstadt sowie 330 Kilometer westlich von Gqeberha.
Mit 157.394 Einwohnern (Stand: 2011) ist sie eine der größten Städte des Western Cape. George ist eine wichtige Industriestadt und verfügt über eine Universität. Nur wenige Kilometer vom Indischen Ozean entfernt breitet sich die Stadt auf einem Plateau am südlichen Rande der Outeniqua-Berge aus.

## Geschichte
Die Stadt wurde 1811 unter britischer Herrschaft gegründet. Ihr Namensgeber ist König Georg III.
In George stehen vier nennenswerte Kirchenbauten: die 1825 fertiggestellte Pacaltsdorp Church, die damit die älteste Kirche der Region ist, die niederländisch-reformierte Moederkerk, die nach 12-jähriger Bauzeit 1842 geweiht wurde und einen 23 Meter hohen Turm und einen Meter dicke Wände besitzt, St. Peter & St. Paul in der Meade Street, die älteste katholische Kirche in Südafrika, und die St. Mark’s Cathedral, die bis zu ihrer Erweiterung 1924 die kleinste Kathedrale auf der Südhalbkugel war.
In George befindet sich die King Edward VII Public Library.

## Infrastruktur
George bietet viele Einkaufs- und Freizeitmöglichkeiten, hauptsächlich durch die Nähe zum Meer.
Im Norden hat die Stadt mit dem Van Kervel Botanical Garden einen weitläufigen botanischen Garten.
Von Mossel Bay über George nach Knysna verkehrte auf einer landschaftlich eindrucksvollen Strecke einst eine historische Dampfeisenbahn, der Outeniqua Choo-Tjoe. Nach Sturmschäden und Erdrutschen wurde der Betrieb 2006 zwischen George und Knysna eingestellt. Im Jahre 2010 wurde von der südafrikanischen Eisenbahngesellschaft Transnet beschlossen, die gesamte Strecke aus Rentabilitätsgründen nicht wieder instand zu setzen und damit den Betrieb nicht wieder aufzunehmen.

## Verkehr
Zwei historische Straßen nehmen in George ihren Ursprung:
- Der historische Montagu-Pass über die Outeniqua-Berge (1847)
- Die Seven Passes Road zwischen George und Knysna.

George besitzt den Flughafen George. Zudem ist die Stadt durch eine Eisenbahnstrecke mit der Oudtshoorn im Landesinnern verbunden.

## Söhne und Töchter der Stadt
- Ammiel Bushakevitz (* 1986), israelisch-südafrikanischer Konzertpianist
- Meryl Cassie (* 1984), neuseeländische Schauspielerin und Sängerin
- Werner Conradie (* 1982), Herpetologe
- Elroy Gelant (* 1986), Langstreckenläufer
- Colin Ackermann (* 1991), niederländisch-südafrikanischer Cricketspieler
- Duhan van der Merwe (* 1995), südafrikanisch-schottischer Rugbyspieler

## Städtepartnerschaften
- Tacoma, USA